# Centrale Ammoniakfabriek

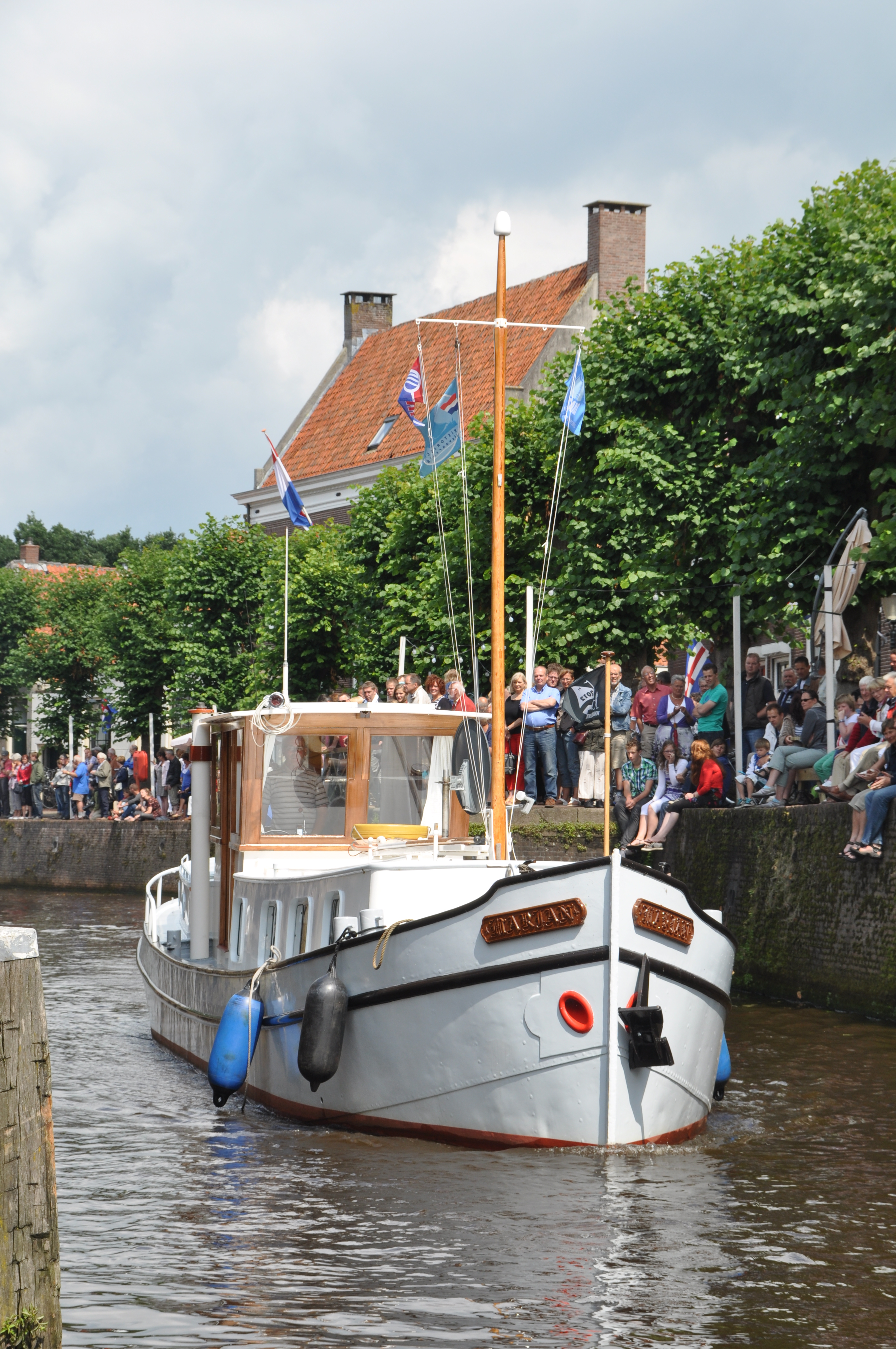
De voormalige tanker Dienke van de Fa. van der Elst en Matthes vaart nog steeds als Marjan in de recreatievaart

De NV Centrale Ammoniakfabriek was een bedrijf te Driemond in de toenmalige gemeente Weesperkarspel. Het verwerkte ammoniakwater tot salmiak en zwavelzure ammoniak.

## Geschiedenis
In 1852 werd door de firma Van der Elst & Matthes in Amsterdam een sal-ammoniacfabriek opgericht. Het bedrijf verwerkte ammoniakwater van de Amsterdamse gasfabriek en van gasfabrieken in de omgeving. Naast salmiak werd spoedig ook zwavelzure ammoniak geproduceerd, die als kunstmest werd gebruikt.
In 1875 verhuisde men naar Nieuwer-Amstel, waar in 1876 al 1200 ton zwavelzure ammoniak werd geproduceerd, bijna twee derde van de totale Nederlandse productie. 
In 1905 vestigde het bedrijf zich te Driemond. In 1910 werkten er ongeveer 35 mensen, die het ammoniakwater van 90 gasfabrieken verwerkten. De productie bedroeg dat jaar zo'n 4000 ton zwavelzure ammoniak. Het bedrijf groeide snel en in 1921 werd het omgezet in een naamloze vennootschap met als aanduiding NV Centrale Ammoniakfabriek. Er werkten toen 60 mensen, een aantal dat nog zou nog toenemen tot meer dan 100. Het ammoniakwater werd aangevoerd met achttien schepen en enkele tankauto's. In 1927 werd er naast zwavelzure ammoniak ook koolzuurgas geproduceerd, dit vond toepassing in de drankenindustrie. In dat jaar richtte een windhoos veel schade aan bij het bedrijf in Driemond.
De onderneming heeft bestaan tot ongeveer 1942.